# Квартирные выставки в СССР
Квартирные выставки в СССР («квартирники») — явление в неформальной (андеграундной) культуре советского периода, когда из-за цензуры некоторые произведения не могли быть выставлены в публичных пространствах (к примеру, в музеях) и демонстрировались авторами на квартирах или в мастерских. Неотъемлемая часть истории отечественного неофициального искусства. Квартирные выставки многократно организовывались советскими художниками-нонконформистами в 1970-е и 1980-е годы.
При этом некоторые «точки притяжения» были известны еще с 60-х годов; таким местом была московская квартира известного пианиста и ценителя живописи Святослава Рихтера (по адресу ул. Большая Бронная, д. 2/6), в 1962 и 1975 годах там проходили выставки художника Д. Краснопевцева.
Зрителей на квартиру, где проходила та или иная выставка, могли зазывать разными способами, например, приглашая по телефону. За несколько дней посетить квартиру могли и несколько десятков человек, и больше сотни, и даже 500.
Милиция преследовала организаторов выставок на квартирах, в том числе, получая жалобы на соседей. Иногда свою квартиру предоставляли желающие эмигрировать, которые таким образом хотели добиться от властей разрешения на выезд, демонстрируя способность привлечь к себе внимание. Однако серьезные репрессии именно из-за квартирников были относительно редки и обычно связаны с какой-то дополнительной оппозиционной деятельностью того или иного лица.
В Ленинграде эпицентром квартирников стала квартира поэта и издателя (преимущественно самиздатовского) К. К. Кузьминского на бульваре Профсоюзов (в настоящее время переименован в Конногвардейский). Например, осенью 1974 там прошла выставка неофициальных фотографов.
А на Среднеохтинском проспекте даже действовал целый «Музей современной живописи», организованный на квартире писателя и издателя Вадима Нечаева и его жены Марины Недробовой. 

В 1980-х выставки стали проходить также на сквотах — в захваченных на время заброшенных домах, в том числе в центре Ленинграда. Это даже вошло в моду.
Квартирные выставки привлекали также любителей иностранной литературы и философии. Часть из них в 1975 году прошли под вывеской «Предварительных просмотров» к грядущей всесоюзной выставке. Эти просмотры анонсировались радиостанциями «Свобода» и «Голос Америки» и были столь популярны, что ради их посещения выстраивались очереди.
Интерес к изучении истории квартирных выставок в СССР сохраняется и в XXI веке.